# Seznam slovenských hráčů v NHL v sezóně 2008/2009
- Stanley Cup v této sezóně získal Miroslav Šatan s týmem Pittsburgh Penguins.

| Tým                 | Věk | Hráč              | Post | Počet zápasů ZČ | Branky ZČ | Asistence ZČ | Body ZČ | Počet zápasů v play off | Branky v play off | Asistence v play off | Body v play off |
| ------------------- | --- | ----------------- | ---- | --------------- | --------- | ------------ | ------- | ----------------------- | ----------------- | -------------------- | --------------- |
| Detroit Red Wings   | 29  | Marián Hossa      | F    | 74              | 40        | 31           | 71      | 23                      | 6                 | 9                    | 15              |
| Vancouver Canucks   | 34  | Pavol Demitra     | F    | 69              | 20        | 33           | 53      | 6                       | 1                 | 2                    | 3               |
| Boston Bruins       | 31  | Zdeno Chára       | D    | 80              | 19        | 31           | 50      | 11                      | 1                 | 3                    | 4               |
| Los Angeles Kings   | 31  | Michal Handzuš    | F    | 82              | 18        | 24           | 42      | Ne                      |                   |                      |                 |
| Pittsburgh Penguins | 34  | Miroslav Šatan    | F    | 65              | 17        | 19           | 36      | 17                      | 1                 | 5                    | 6               |
| Colorado Avalanche  | 26  | Marek Svatoš      | F    | 69              | 14        | 20           | 34      | Ne                      |                   |                      |                 |
| Florida Panthers    | 32  | Richard Zedník    | F    | 70              | 17        | 16           | 33      | Ne                      |                   |                      |                 |
| Edmonton Oilers     | 32  | Ľubomír Višňovský | D    | 50              | 8         | 23           | 31      | Ne                      |                   |                      |                 |
| Minnesota Wild      | 26  | Marián Gáborík    | F    | 17              | 13        | 10           | 23      | Ne                      |                   |                      |                 |
| Detroit Red Wings   | 26  | Tomáš Kopecký     | F    | 79              | 6         | 13           | 19      | 8                       | 0                 | 1                    | 1               |
| Buffalo Sabres      | 22  | Andrej Sekera     | D    | 69              | 3         | 16           | 19      | Ne                      |                   |                      |                 |
| Tampa Bay Lightning | 23  | Andrej Meszároš   | D    | 52              | 2         | 14           | 16      | Ne                      |                   |                      |                 |
| Washington Capitals | 25  | Milan Jurčina     | D    | 79              | 3         | 11           | 14      | 14                      | 2                 | 0                    | 2               |
| Minnesota Wild      | 23  | Peter Ölvecký     | F    | 31              | 2         | 5            | 7       | Ne                      |                   |                      |                 |
| Atlanta Thrashers   | 22  | Boris Valábik     | D    | 50              | 0         | 5            | 5       | Ne                      |                   |                      |                 |
| Tampa Bay Lightning | 21  | Vladimír Mihálik  | D    | 11              | 0         | 3            | 3       | Ne                      |                   |                      |                 |
| Colorado Avalanche  | 26  | Peter Budaj       | G    | 56              | 0         | 1            | 1       | Ne                      |                   |                      |                 |
| Montreal Canadiens  | 23  | Jaroslav Halák    | G    | 34              | 0         | 0            | 0       | 1                       | 0                 | 0                    | 0               |

- F = Útočník
- D = Obránce
- G = Brankář